# 중국고속철도 CRH5
중국고속철도 CRH5형(중국어: CRH5型电力动车组) 중화인민공화국 철도부에서 운영하는 국영철로로 제6차 철도 고속화 계획에 의해 프랑스의 TGV를 제조한 알스톰과 제휴해 도입된 고속철도 차량이다.

## 개요
이 전철은 중화인민공화국 철도부가 제6차 재래선 고속계획을 위해 프랑스의 알스톰과 제휴해 도입된 고속철도 차량이다. 기반은 알스톰의 기술을 도입해 제조되었지만, 전기 기관차에 의한 동력 집중 방식은 TGV와는 달리 구 피아트의 펜돌리노 ETR600형 전철을 기반으로 한 동력 분산 방식에 의한 고속전차 차량이다. 영업 운전 속도는 200km/h 이상이며, 중국 측이 계약한 차량 수는 60대이다. 그 중 3편성은 이탈리아에서 제조되어 완성품 형태로 중국에 인도되고, 6편성의 경우 부품 상태로 중국 측에 인도되어 조립된다. 나머지 51편성의 경우 창춘궤도객차가 제조한다. 이 계약 내용은 다른 나라에 발주한 CRH1~3형과 같다.
2006년 12월 11일에 이탈리아에서 창춘에 배편으로 발송되어, 2007년 1월에 도착했다. 중국 생산 차량은 2007년 4월에 철도부에 납품되어 영업 운전용으로 사용되고 있다. 2007년 5월에 점검을 위해서 철도국 검사장에 보내졌는데, 내장된 비품 대부분이 승객에 의해서 도난당했다.

## 세부 모델

### CRH5A
CRH5A형 전철(중국어: CRH5A型电力动车组)은 2004년에 중화인민공화국 철도부에서 CRRC 창춘 철도 제작소와 알스톰에서 계약해 최대 영업 속도 250km/h로 운행하는 고속열차로 60편성까지 도입했다. 2009년에 30편성을 추가로 발주한데 이어 2010년에 20편성, 2011년에 30편성을 주문했다. 초기 편성의 경우 이탈리아에 제조해 2007년에 중화인민공화국에 배달했다. 51편성의 경우 중화인민공화국 CRRC 창춘 철도 제작소에서 제조했다.
2007년 4월부터 정규 노선에 투입하기 시작했으며 징하 고속철도 노선을 운행하기 시작해 칭난 고속철도, 스타이 고속철도를 잇는 노선에 투입하기 시작했다.

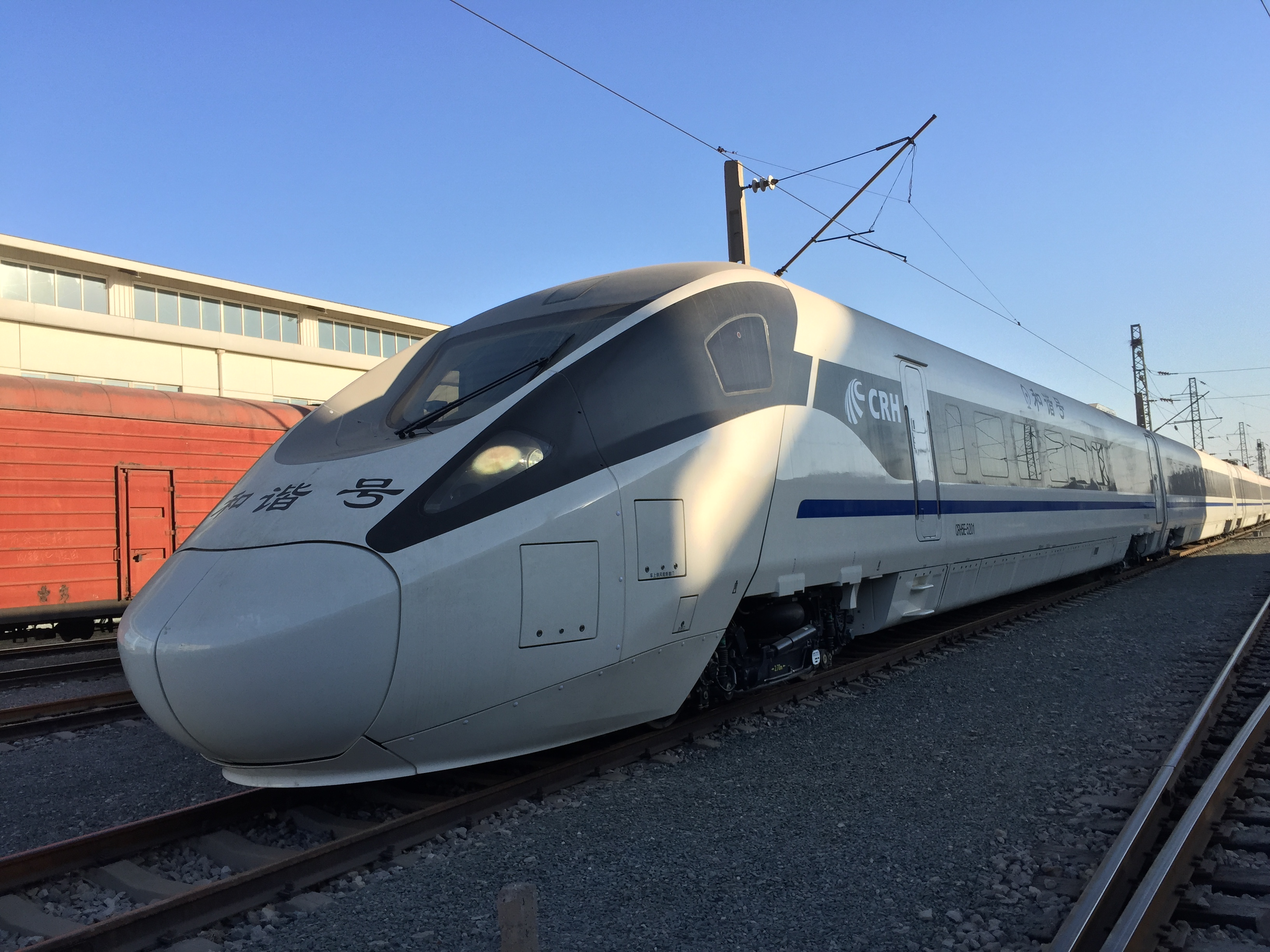
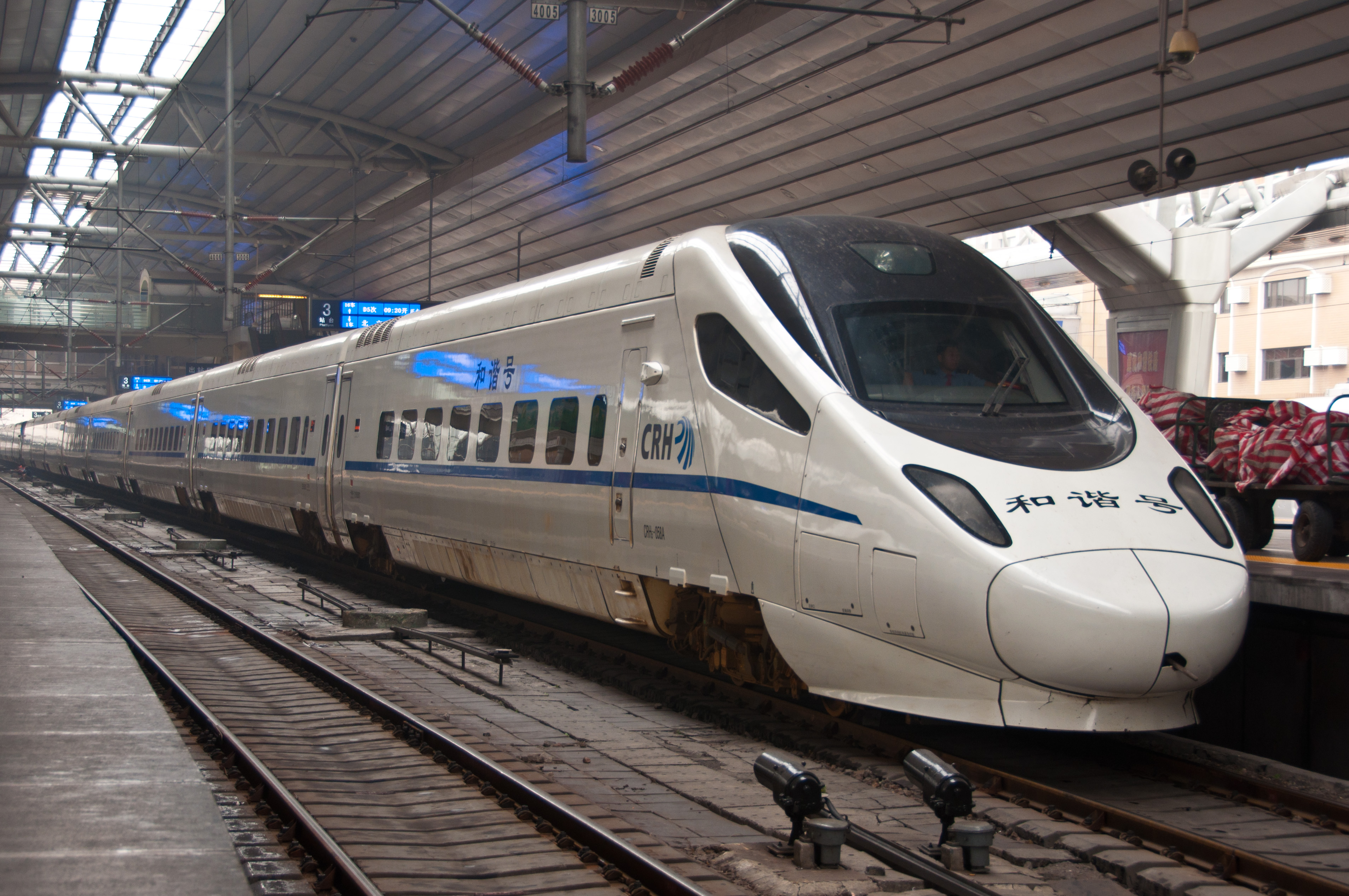
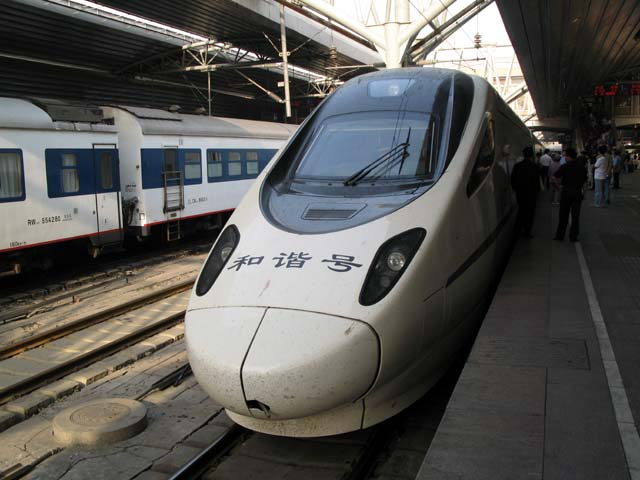

### CIT001
CIT001형 전철(중국어: CIT001型电力动车组)은 2007년 4월 2일에 CRH5A 모델을 기반으로 주문했고 같은 해 7월에 시범 열차 운행에 들어갔다.

## 특징
차폭이 확장되어 신칸센, 다른 CRH1, 2, 3형과 동등한 한 열에 최대 5석을 설치하였다. 단 좌석의 방향은 CRH1와 같은 고정식으로, CRH2, 3형과 같이 좌석의 방향을 회전해 바꿀 수 없다.

## 객차 구성
차량 대상
- M - M차량
- T - T차량
- C - 운전실
- P - 팬터그래프

코치 유형
- ZY - 퍼스트 클래스 코치
- ZE - 세컨드 클래스 코치
- ZYE - 퍼스트 클래스／세컨드 클래스 코치
- ZEC - 세컨드 클래스 코치／뷔페 차량

CRH5A
| 호차      | 1     | 2     | 3     | 4     | 5     | 6     | 7     | 8     |
| 유형1     | ZE    | ZE    | ZE    | ZE    | ZE    | ZEC   | ZE    | ZY    |
| 유형2     | ZY    | ZE    | ZE    | ZE    | ZE    | ZEC   | ZE    | ZY    |
| 차량 구성 | MC    | M     | TP    | M     | T     | TP    | M     | MC    |
| 차량 장치 | 1호기 | 1호기 | 1호기 | 1호기 | 2호기 | 2호기 | 2호기 | 2호기 |
| 좌석1     | 74    | 93    | 93    | 93    | 93    | 42    | 74    | 60    |
| 좌석2     | 56    | 90    | 90    | 90    | 90    | 40    | 74    | 56    |

- ^1  No.CRH5A-5001 ~ CRH5A-5012편성과 CRH5A-5043 ~ CRH5A-5053편성까지 해당된다.
- ^2  No.CRH5A-5013 ~ CRH5A-5042편성과 CRH5A-5054 ~ CRH5A-5140, CRH5G-5141 ~ CRH5G-5156편성까지 해당된다.

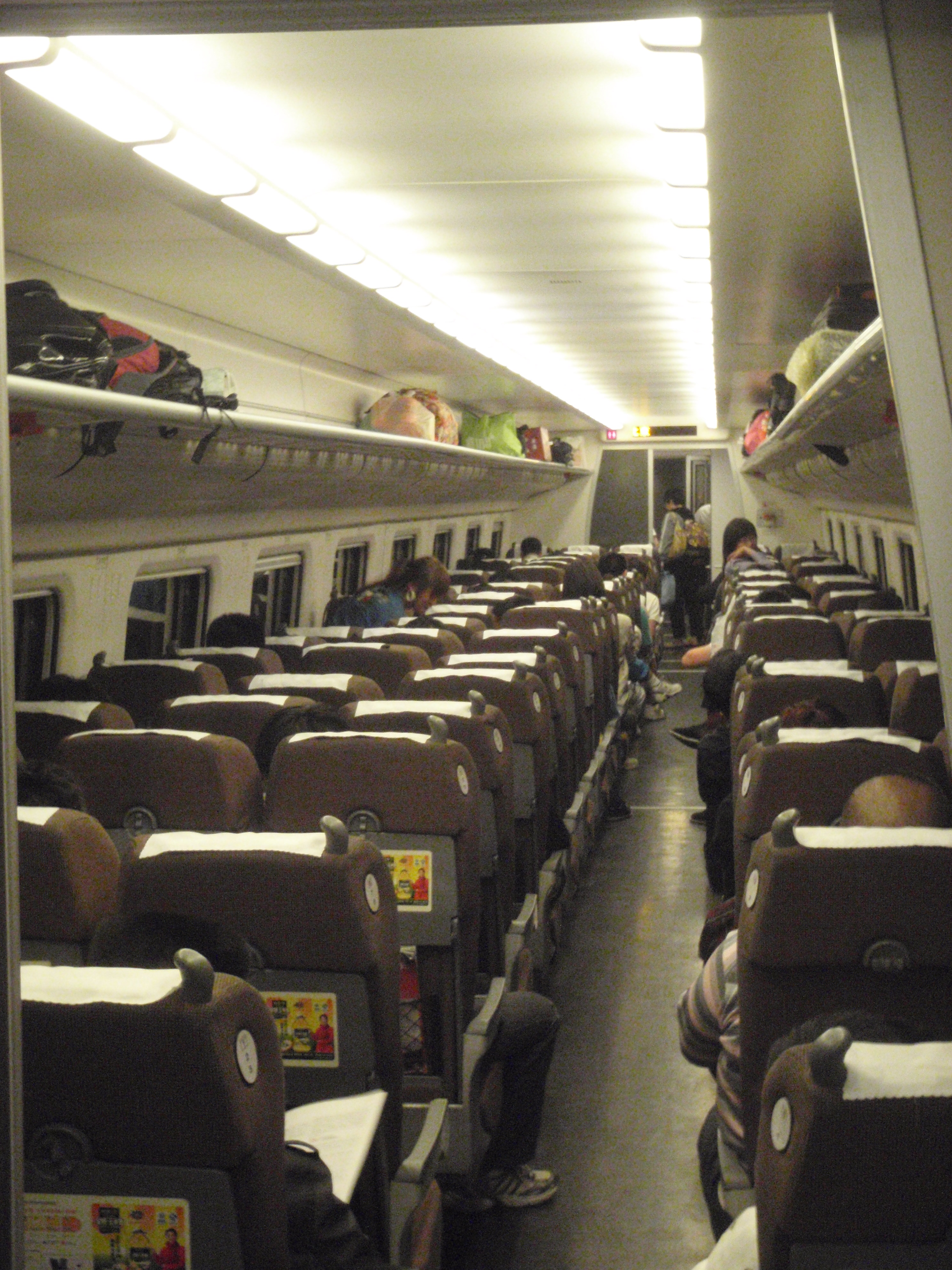
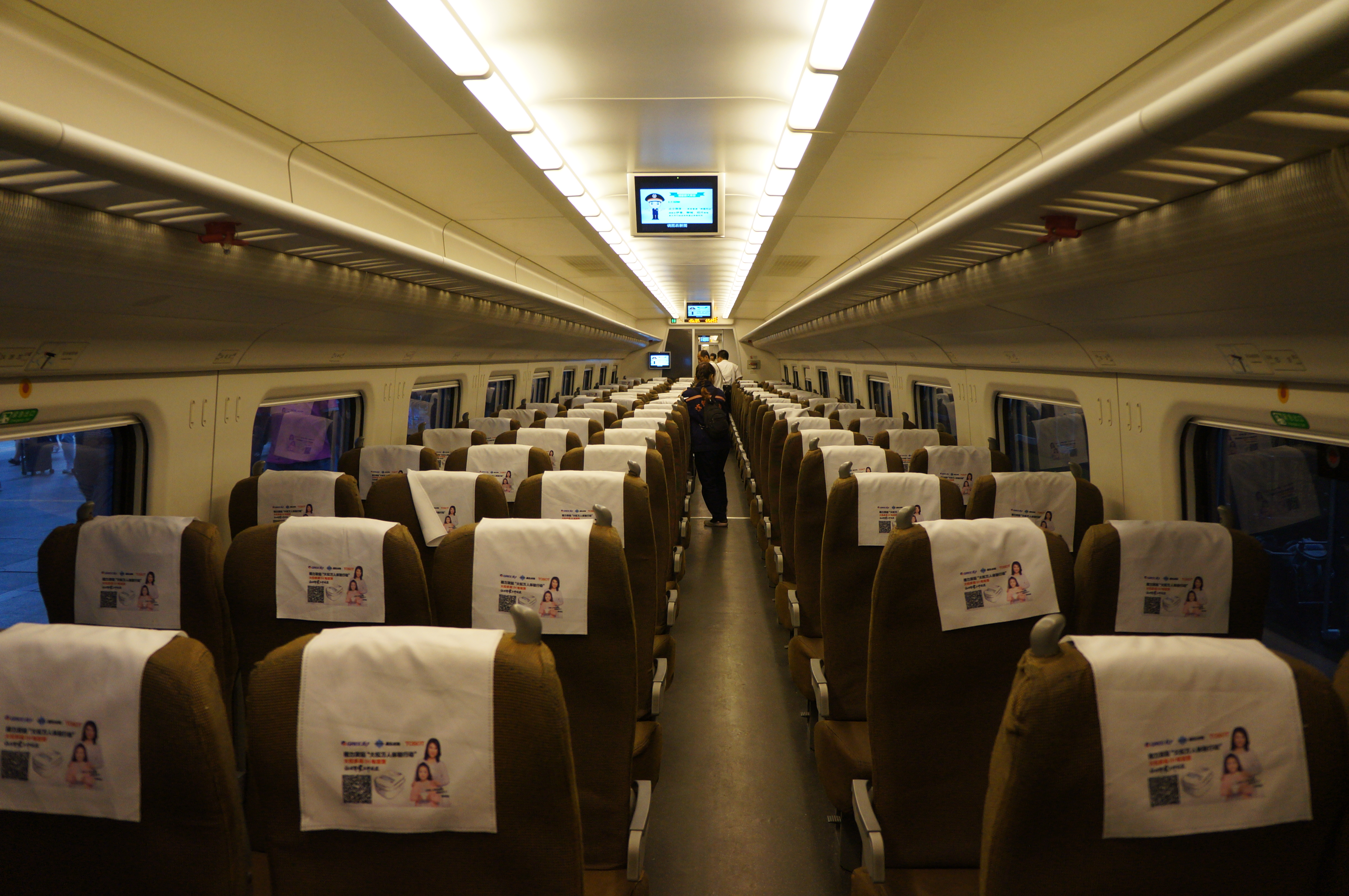
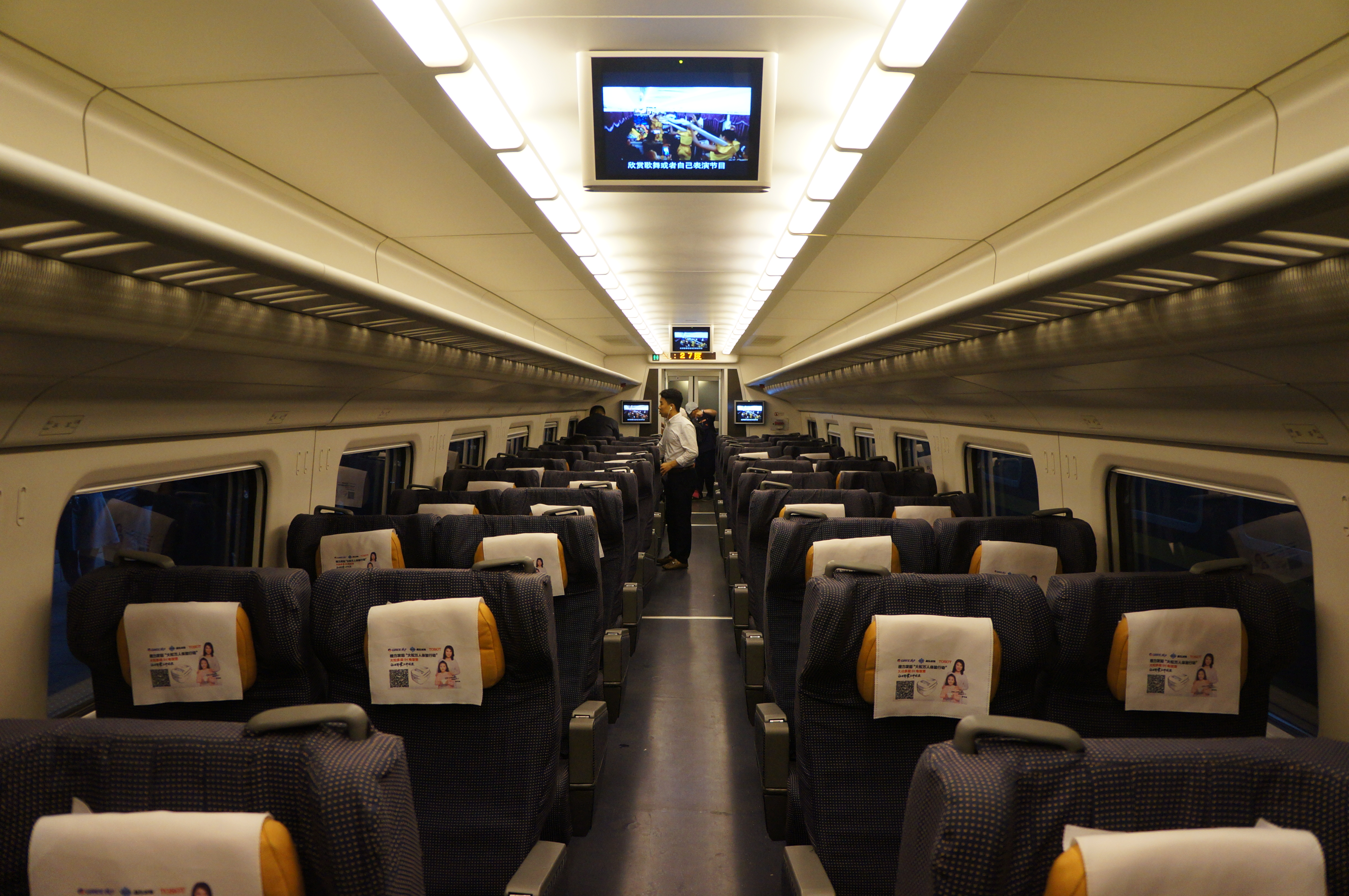

## 현황
| CRH5A              |    | |               |
| 베이징 철도부      | 21 | CRH5-005A, CRH5-007A, CRH5-009A, CRH5-018A, CRH5-021A, CRH5-028A, CRH5-029A, CRH5-046A ～ CRH5-055A, CRH5-063A, CRH5-064A, CRH5-090A, CRH5-091A                                                   |               |
| 지난 철도부        | 18 | CRH5-061A, CRH5-062A, CRH5-065A ～ CRH5-080A |               |
| 정저우 철도부      | 14 | CRH5-034A ～ CRH5-043A, CRH5-056A, CRH5-057A, CRH5-059A, CRH5-060A |               |
| 선양 철도부        | 30 | CRH5-001A ～ CRH5-004A, CRH5-006A, CRH5-008A, CRH5-010A ～ CRH5-017A, CRH5-024A ～ CRH5-027A, CRH5-031A, CRH5-032A, CRH5-058A, CRH5-081A ～ CRH5-085A, CRH5-088A, CRH5-089A, CRH5-092A, CRH5-093A |               |
| 하얼빈 철도부      | 6  | CRH5-019A, CRH5-020A, CRH5-022A, CRH5-023A, CRH5-030A, CRH5-033A |               |
| 타이위안 철도부    | 4  | CRH5-044A, CRH5-045A, CRH5-054A, CRH5-055A |               |
| 중화인민공화국 MOR | 1  | CIT001 | 시험차로 운행 |

## 같이 보기
- 중국고속철도 CRH1
- 중국고속철도 CRH2
- 중국고속철도 CRH3
- 중국고속철도 CRH6
- AGV